# Dallah Al-Baraka
Dallah Al-Baraka (arabisch دلة البركة, DMG Dallat al-Baraka) ist ein saudi-arabischer Mischkonzern mit Firmensitz in Riad.
Gegründet wurde das Unternehmen 1969 durch den saudi-arabischen Scheich Saleh Abdullah Kamel, der das Unternehmen seit dessen Gründung leitet. Das Unternehmen ist in verschiedenen Branchen tätig. In den Anfangsjahren erhielt das Unternehmen mehrere Großaufträge vom saudi-arabischen Verteidigungsministeriums zum Bau von Flughäfen in Saudi-Arabien. Zu den Tochtergesellschaften gehören z. B. die islamische al-Baraka-Bank mit Sitz in Bahrain. Außerdem hält die Dallah-Gruppe Anteile am türkischen Lebensmittelhersteller Ülker.

## Tochterunternehmen
Handel:
- Al-Samaha Trade Holding Company
- Dallah Trading

Immobilien:
- Shareek Real-Estate Marketing
- Saudi Company for Touristic Cities
- Dallah Hotels and Resorts Company
- Durrat Al-Arous Company for Real-Estate and Touris
- Durrat Al-Riyadh Company

Dienstleistungen:
- Dallah Driving Schools
- Dallah Telecom
- Dallah Establishment
- Dallah Group Inc.

Finanzen:
- Altawfeek Financial Group

Logistik:
- Al-Jazirah Transportation Company
- Dallah Hajj Transport
- Dallah Transport Company

Medien:
- Arab Reach Media Services (ARM)
- Dallah Media Production Company
- Iqraa Satellite Channel